# Блакац
Блакац або Блак де Блак III (бл. 1194–1236) — провансальський сеньйор, трубадур і покровитель поетів. Батько трубадура Блакассета.
Походив зі збіднілого аристократичного роду, що втратив певні привілеї, які він марно намагався відвоювати назад. Був феодалом Опса, Вериньона, Бодінара, Карроса, Шатонефа, Андона, Туртура та інших поселень.
Відомі 13 його пісень, майже виключно дебатів на пікантні сюжети. Був не тільки трубадуром, а також покровителем безлічі поетів, що відповідали йому захопленою хвалою. Відзначився як один з найбільш доблесних лицарів двору графа Провансу Раймунда Беренгера IV. За відважність прозваний Великим воїном. У старопровансальських «Життєписах трубадурів» ХІІІ—XIV ст. про нього сказано таке:
| Ен Блакац був родом з Провансу, знаменитий сеньйор, багатий і високопоставлений, щедрий і куртуазний. Вельми любив він залицяння до дам, дари щедрі, битви, витрати, блискучі куртуазні урочистості, радість і спів, — все взагалі, що вишуканому чоловікові приносить честь і славу. І не знайти було такої людини на світі, яка би брала і отримувала з такою радістю, як він роздавав, бо був він з тих, хто допомагає знедоленим і захищає знедолених. І чим далі, тим все більш зростала його щедрість, куртуазність, честь, доблесть військова і доходи з володінь, і тим більше любили його друзі й боялися недруги. І так само точно міцніли його розум і знання, трубадурське мистецтво і галантність у поводженні з дамами.[1] |
Трубадур Сорделло склав знаменитий плач на його смерть Planher vol En Blacatz en aquest leugier so, в якому запрошував правителів того часу розділити і з'їсти серце Блакаца і, таким чином, здобути частину його хоробрості.
Жан де Нотрдам у «Життєписах давніх і найславетніших провансальських піїтів» (1575) повідомляє, що Блаклац «тримав сторону знатного роду в Арагоні, бо в одній зі складених ним пісень він ганить провансальців за те, що вони стали підданими Анжуйського дому і залишили Арагонський, в підданстві якого жили численні роки». Проте дослідники відзначають, що сірвента, в якій поет «ганить провансальців», не могла належати Блакацу, оскільки він помер до того, як Прованс потрапив під владу Анжуйського дому.